# Hyperthagylla mira
Hyperthagylla mira är en fjärilsart som beskrevs av Butler 1878. Hyperthagylla mira ingår i släktet Hyperthagylla och familjen björnspinnare. Inga underarter finns listade i Catalogue of Life.